# Woolbeding
Woolbeding är en by i civil parish Woolbeding with Redford, i distriktet Chichester, i grevskapet West Sussex i England. Byn är belägen 18 km från Chichester. Byn nämndes i Domedagsboken (Domesday Book) år 1086, och kallades då Welbedlinge.